# カラブリカの聖なる修道院の物語

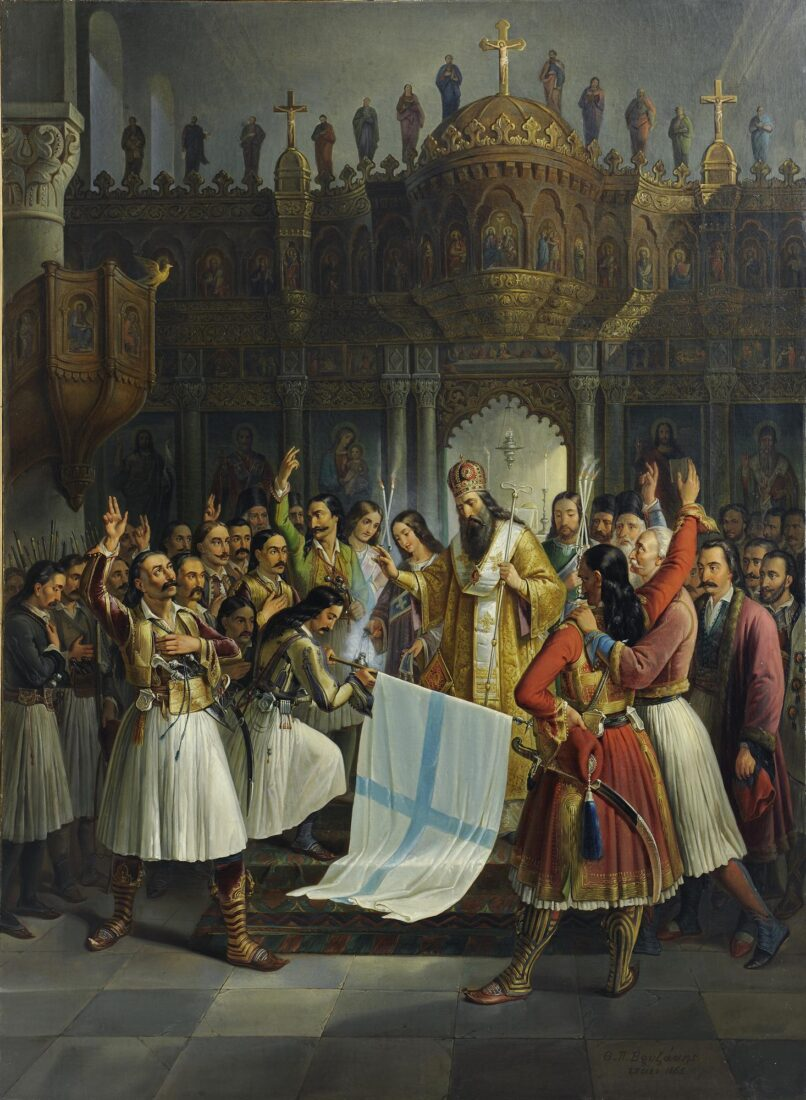
「物語」に基づいて1865年にテオドロス・ヴリザキスが描いた絵画

カラブリカの聖なる修道院の物語はペロポネソス半島のギリシャ独立戦争は、 1821年3月25日に、カラブリカの聖なる修道院で革命の旗が掲げられた時に始まったとする物語である。この物語は同じ年のうちに広まり、これに基づく多数の芸術作品が作られた。しかし、19世紀中からこの物語は空想上のものであると考える者もあり、現在の歴史家にはこの物語はフランス人のフランソワ・プークヴィルに 触発されたものであると考える者や全く言及しない者もある 。